# یافتن فضای گمشده: نظریه‌های طراحی شهری

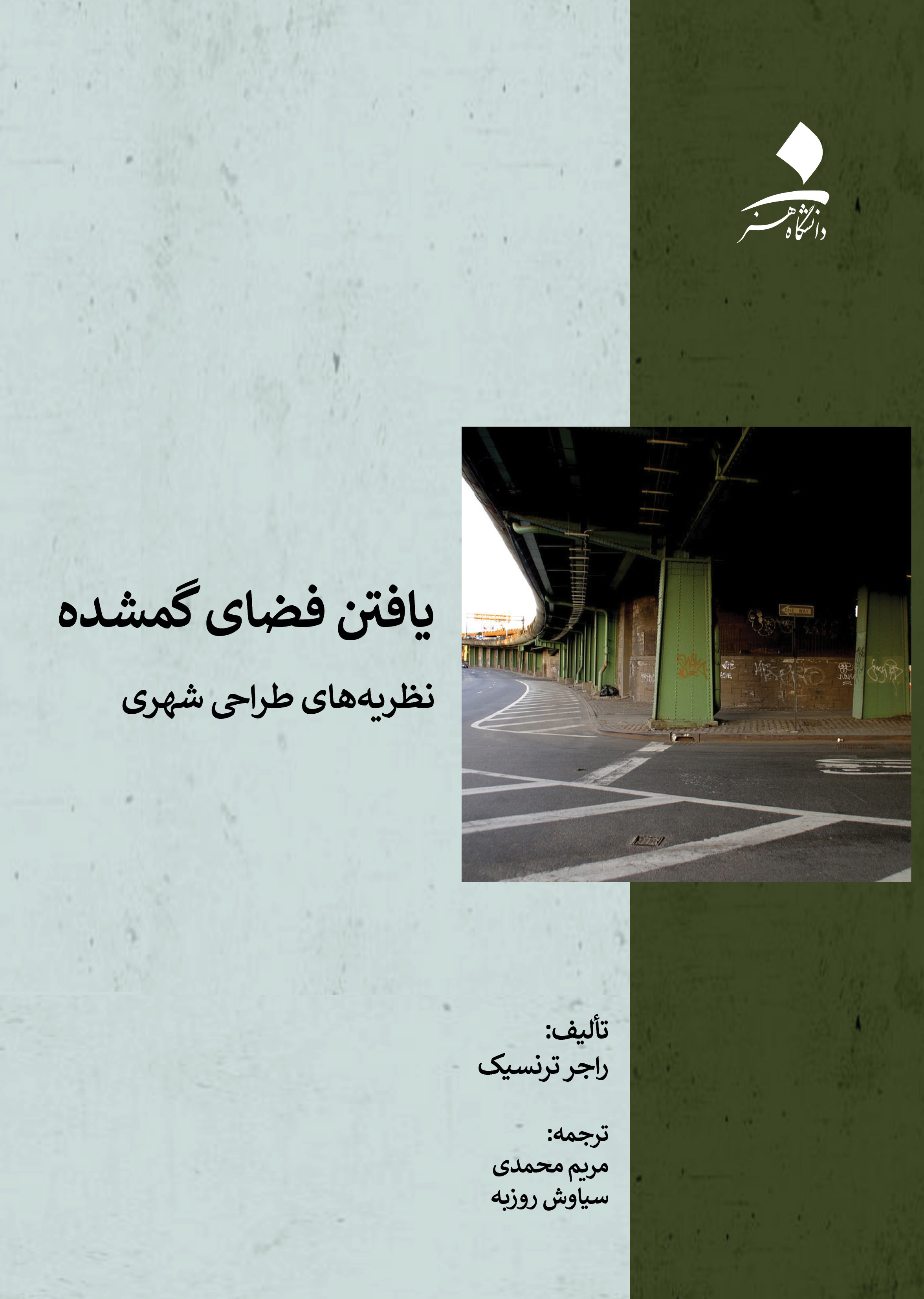
جلد

یافتن فضای گمشده: نظریه‌های طراحی شهری اثری کلاسیک در معماری و شهرسازی است که به قلم راجر ترنسیک (معمار منظر) در سال ۱۹۸۶ نگاشته شده‌است. به گفتهٔ الکساندر کاتبرت، کتاب یافتن فضای گمشده، در کنار سه اثر دیگر یعنی کتاب «شهر کلاژ» به قلم کالین روو و فرد کوتر؛ کتاب «مفاهیم طراحی شهری» به قلم گاسلینگ و میتلند و کتاب «مفاهیم نوظهور در طراحی شهری» به قلم جفری برادبنت تأثیر بسزایی در شکل‌گیری چهار نظریهٔ یکپارچه در روند تحول طراحی شهری داشته‌است که مشتمل بر: نظریهٔ هنجاری «فرم خوب شهر» اثر کوین لینچ؛ نظریهٔ راب کریر در بررسی شکلی و گونه‌شناسانهٔ فضاهای شهری نظریهٔ «منطق اجتماعی فضاها» اثر بیل هیلیر و جولین هنسن؛ و «نظریهٔ جدید طراحی شهری» اثر کریستوفر الکساندر می‌شوند.

## پیشگفتار راجر ترنسیک بر کتاب یافتن فضای گمشده
این کتاب مقدمه‌ای است بر نظریه، واژگان و موضوعات جاری طراحی فضایی شهری. اگرچه گروه مورد توجه کتاب در درجهٔ اول طراحان و دانشجویان رشته‌های مرتبط به شهر بوده‌است، اما امید است که مفاهیم و مصادیق آن در دفاتر حرفه‌ای و کلاس‌های درس نیز مفید واقع شود. در اینجا مباحث نظری و انتقادی در ترکیب با کاربردهای عملی آن‌ها، و همچنین استراتژی‌هایِ مرتبط برای حل مسائل در ساختار فضاییِ شهر مدرن ارائه شده‌اند.
با رصد کردن سرشتِ فضاهای شهری سنتی، برخی از اصول بنیادین ساختار به دست آمده‌است. در بیشتر شهرهای مدرن این اصول از دست رفته و منجر به مسئله‌ای شده‌است که «ضد فضا» یا «فضاهای گمشده» خوانده می‌شود. متن پیش رو، نگاهی به دلایل این امر داشته و راه‌های احیای معنا و ارزش‌های سنّتی فضاهای باز شهری را به طراحان پیشنهاد می‌دهد.
در فصل اول، مشکل فضاهای شهری گمشده معرفی می‌شود. پنج عامل اصلی که در ظهور این مشکل نقش دارند، عبارتند از: اتومبیل، جنبش مدرن در طراحی معماری، نوسازی شهری، سیاست‌های منطقه بندی، غلبهٔ منافع خصوصی به عمومی و تغییر کاربری زمین در مجاورت هستهٔ شهر.
فصل ۲ در ابتدا فلسفه، روند تکامل و تأثیرات تفکر کارکردگرا را به‌طور کامل توضیح می‌دهد و به معرفی برخی از مهمترین عکس‌العمل‌های انتقادی در سال‌های اخیر می‌پردازد. بخش دوم این فصل، به بررسی و بحث دربارهٔ عواملی می‌پردازد که به اضمحلال فرم‌های سنّتی فضاهای شهری منجر شده‌اند. در درون شهرها تمایل به ساخت ساختمان‌های عمودی به تمامیت فضاهای خیابانی آسیب وارد کرده‌است، همچنین پلازاهایی که از سطح زمین ارتفاع گرفته‌اند یا در زمین فرورفته‌اند و مال‌های درونگرا، کارکردهای اجتماعی سنتی خیابان‌ها را بیشتر تضعیف کرده‌اند. همچنین تلاش‌هایی که برای ارائهٔ آلترناتیوهایی برای زندگی شهری انجام شده نیز بررسی شده‌اند-گزینه‌هایی نظیر باغ‌شهرها، نوشهرها و توسعهٔ حومه‌های شهری. این آلترناتیوها، دست‌آوردِ رؤیاهای آرمان شهرگرایانه برای امتزاجِ شهر و روستای موجود بودند و تمرکز را از مشکلات فضای شهری منحرف کردند.
فصل۳، هم پیشینه‌های تاریخی مهم فضای شهری را مورد بحث قرار می‌دهد و هم رویکردهای معاصر را بررسی می‌کند. تمایز میان «سخت فضا» و «نرم فضا» مشخص شده و موقعیت‌های مناسب برای هرکدام توضیح داده شده‌است.
در فصل ۴، پاسخ‌های انتقادی و تئوریک به بحران شهر مدرن، در سه دسته طبقه‌بندی شده‌است: نظریه‌های شکل-زمینه، اتصال و مکان. قوت و ضعف هر نظریه شناسایی شده و نیاز به یکپارچه کردن این سه رویکرد برای دستیابی به طراحی فضایی شهری مؤثر و کارا تشریح شده‌است.
در فصل ۵، با مطالعهٔ مشکلات طراحی شهری در شهرهای بوستونِ ماساچوست؛ واشینگتن دی. سی؛ گوتنبرگِ سوئد؛ و محدودهٔ بیکر در نیوکاستلِ انگلستان، جنبه‌های مختلف ساختار فضایی، ارتباطات و زمینه تشریح شده‌است. در بوستون، ساختاری تکامل یافته، به خوبی محلات را تعریف می‌کند، اما کمبود اتصالات در میان پهنه‌ها مشکل ساز شده‌است. هدف طرح جامع عظیم واشینگتن، ایجاد ارتباط و اتصال قوی میان یادمان‌ها در درون شهر بود، اما بافت شهری که باید این اتصالات را تقویت کند، مورد غفلت واقع شده بود. گوتنبرگ نیز شامل ترکیبی از الگوی فشردهٔ هستهٔ مرکزی، هویت قدرتمند پهنه‌ها و همچنین اتصالات نامناسب میان پهنه‌ها در طول دیوارهای سابق است. بازسازی بیکر در وهلهٔ اول تجربه‌ای در این خصوص بود که چگونه می‌توان همزمان با بازطراحی بافت فیزیکی محلات، هویت اجتماعی محلی و منابع تاریخی را نیز حفظ نمود. در هر یک از نمونه‌ها، مشکلاتی از حیث مناسبت شکل- زمینه، اتصال، و مکان وجود داشت، اما اهمیت آن‌ها با توجّه به زمینه متفاوت بوده‌است.
در فصل نتیجه‌گیری خلاصه‌ای از اصولی که از طریق آن‌ها می‌توان به طراحی یکپارچه دست یافت، ارائه می‌شود. این اصول مواردی چون محصوریت جانبی، اتصال و در هم تنیدگی فضاهای خارجی و داخلی را در برمی‌گیرد؛ همچنین استراتژی‌هایی چون توسعهٔ تدریجی و رویکردهای حمایتی مطرح می‌شود. پیش‌بینی می‌گردد در آینده، استفادهٔ کاراتر از اراضی شهری، ضرورتاً فرم شهری متراکم‌تر و یکپارچه‌تری را شکل خواهد داد تا از این طریق، فرصت بازپس‌گیری فضاهای گمشده فراهم شود.

## ترجمهٔ فارسی کتاب یافتن فضای گمشده
کتاب یافتن فضای گمشده در سال ۱۳۹۹ توسط مریم محمدی و سیاوش روزبه ترجمه و توسط انتشارات دانشگاه هنر به چاپ رسیده‌است.